# جوزف کرمان
جوزف کِرمان (به انگلیسی: Joseph Kerman) (زادهٔ ۳ آوریل ۱۹۲۴ – درگذشتهٔ ۱۷ مارس ۲۰۱۷) منتقدِ اپرا و موسیقی‌شناس اهل ایالات متحدهٔ آمریکا بود.
کرمان عضو هیئت علمی دانشگاه کالیفرنیا، برکلی بود. او برندهٔ جایزهٔ کمک‌هزینهٔ گوگنهایم شد. از جمله مشهورترین آثار او می‌تواند به تفکر در موسیقی (contemplating music) اشاره کرد. وی همچنین از بنیان‌گذاران جنبشِ موسیقی‌شناسی جدید بود.